# Thalia-Theater (Wuppertal)

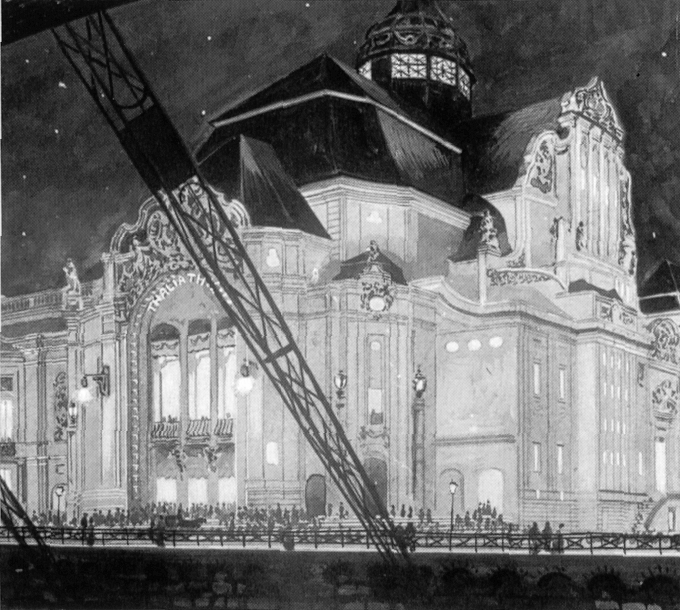
Eingangsfront auf der Broschüre zur Einweihung, 1906

Das Thalia-Theater war ein von 1906 bis 1967 bestehendes Unterhaltungstheater im Zentrum des heutigen Wuppertaler Stadtteils Elberfeld.

## Bau und Eröffnung
Das Theater wurde durch die Theater- und Saalbau Aktiengesellschaft Berlin und Düsseldorf finanziert. Als Gelände wurde am Rand des zur Jahrhundertwende abgebrochenen Armenviertels Island ein geräumiges Areal am Wupperufer direkt gegenüber der Elberfelder Innenstadt erworben, auf dem zuvor eine Seidenfabrik gestanden hatte. Die Berliner Bauunternehmung Boswau & Knauer, ein mit Großprojekten erfahrener Betrieb, der in dieser Zeit auch das Kaufhaus des Westens in Berlin baute, wurde mit der Ausführung beauftragt. Die Entwurfsurheberschaft beanspruchte der mit der Firma Boswau & Knauer verbundene Berliner Architekt Otto Rehnig für sich. In der damals ungeheuer kurzen Bauzeit von 219 Arbeitstagen konnte das Gebäude fertiggestellt werden. Unter der Direktion Martin Steins wurde das „Modernste u. eleganteste Variété- u. Operetten-Theater des Continents“ am 12. Dezember 1906 mit einem Varieté-Programm unter Teilnahme eines dreißigköpfigen Orchesters unter Max Winterfeld eröffnet. Das Ende bildete eine Filmvorführung über die Schwebebahn.

## Das Theatergebäude

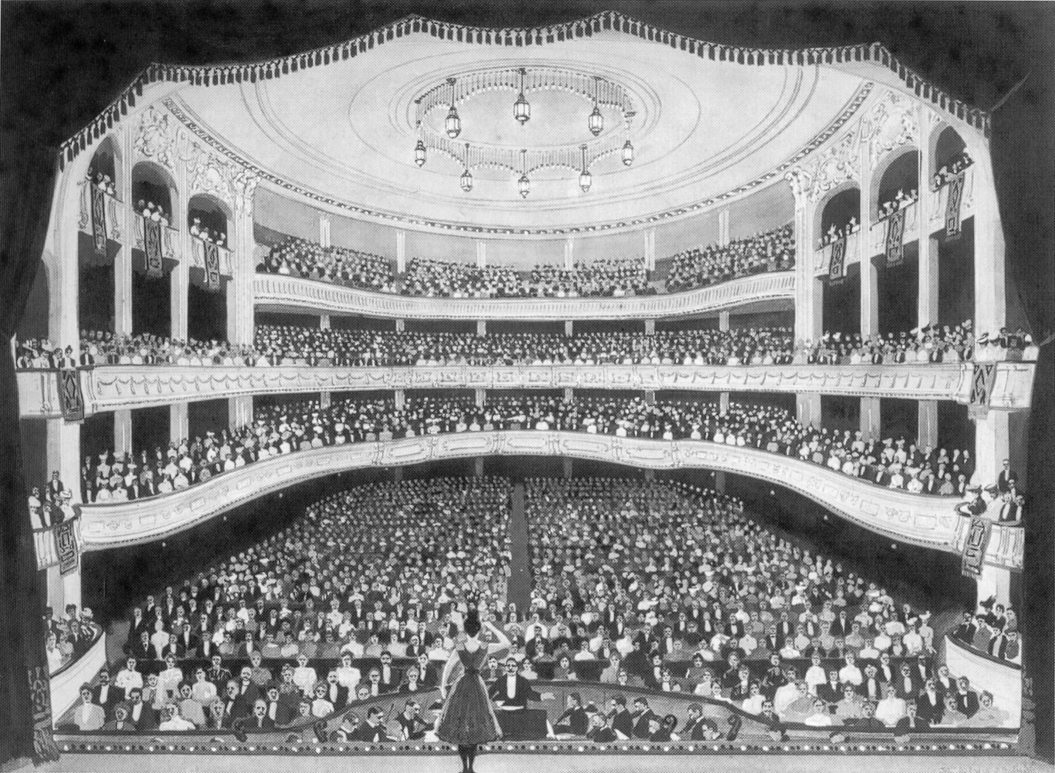
Blick in den Zuschauerraum in der Broschüre zur Einweihung, 1906

Das Thalia-Theater war ein typisches Gebäude der Belle Époque mit einigem historistischen Zierrat. Das Hauptportal zeigte zur Wupper und bot sich, elektrisch beleuchtet, der Elberfelder Innenstadt als Schauseite. Auf der rechten Seite befand sich eine weitere, zweistöckige, in senkrechten Linien die Vertikale betonende Fassade mit einer Freitreppe zu einem weiteren Eingangsportal. Auf dem hohen Dach thronte ein achteckiges Türmchen.
Das im Parkett und auf den drei Rängen rund 2.000 Zuschauer fassende Theater verfügte über eine 13,5 m tiefe und 21 m breite Bühne mit einer 8 × 4 m messenden Seitenbühne, 36 Prospekt-, fünf Beleuchtungs- und vier Gitterzüge, die die schnellen Umbauten zwischen den verschiedenen Theaterformen ermöglichten. Hinter dem Hauptvorhang befand sich ein weiterer, weißer Vorhang, der als Leinwand für den von Beginn an eingebauten Film-Projektor diente.
Dem Zuschauerraum schlossen sich Foyers sowie diverse Restaurants und Festsäle an.

## 1906 bis 1929

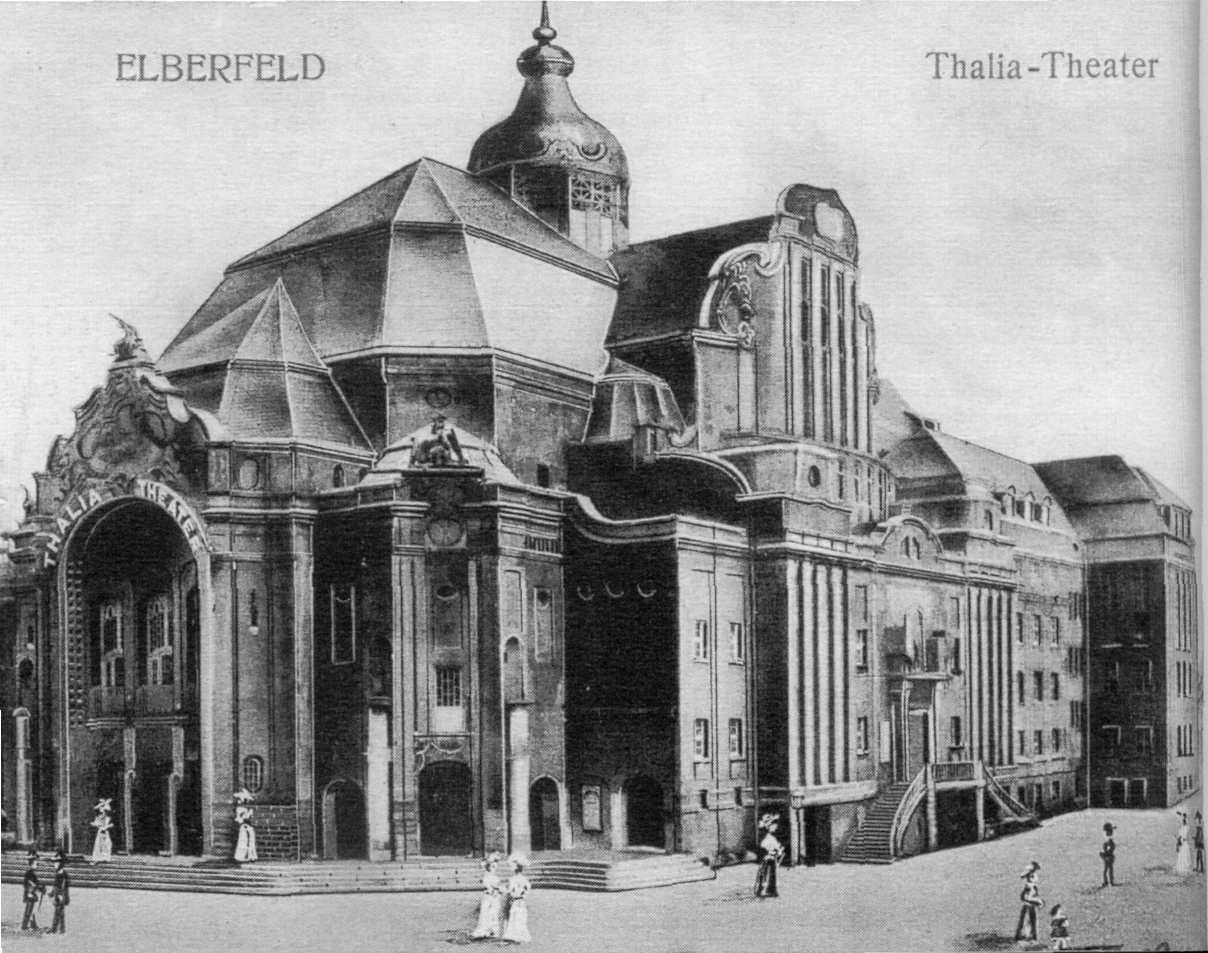
Das Theater im Zustand der Eröffnung nach 1906

In der Zeit bis zur Gründung Wuppertals zeigte das Haus nach dem Tode Martin Steins 1909 unter zahlreichen wechselnden Direktionen Komödien, Operetten, Variété-Vorstellungen und Ausstattungs-Revuen. Unter den Erfolgsproduktionen waren Titel wie die Revue Donnerwetter, tadellos! 1906 (vom Komponisten Paul Lincke selbst dirigiert), die Gesangsposse Autoliebchen 1912 und fast alle der Erfolgsoperetten jener Zeit. Das Theater sorgte auch für diverse Skandale in der Stadt: Immer wieder führten pikante oder anzügliche Produktionen zu Protesten in der Elberfelder Bürgerschaft. 1927 wurde das Gastspiel einer „Negerrevue“ mit dem Titel Black People durch Oberbürgermeister Kirschbaum aus nationalistischen und rassistischen Gründen verboten, was zu einer hitzigen Ratsdebatte führte. Zahlreiche Gastspiel-Unternehmen besuchten das Haus, unter den gastierenden Künstlern waren Berühmtheiten wie Sarah Bernhardt, Eleonora Duse und Asta Nielsen. 1924 entschloss sich der Rat der Stadt Elberfeld zum Kauf von Gebäude und Unternehmen, ab dieser Zeit war das Thalia in städtischem Besitz und spielte vorzugsweise abendfüllende Operetten.
Im Jahre 1925 wurde um den bisherigen Festsaal ein Rundfunksender eingerichtet, der die entmilitarisierte Zone im besetzten Rheinland, die auf dem Gebiet Vohwinkels begann, mit Informationen und Unterhaltungsprogrammen, später auch mit Live-Übertragungen aus dem Theater versorgte. Max Ophüls war für diesen Sender als Sprecher tätig. Schon nach anderthalb Jahren wurde mit dem Bau des Senders Langenberg und der Verlegung des Sitzes des nun Westdeutsche Rundfunk AG genannten Betriebs der Elberfelder Standort stillgelegt. Die fehlenden Mieteinnahmen, die zunehmende Konkurrenz durch das Kino und nachlassender Erfolg der Produktionen machten das Thalia in den folgenden Jahren immer unrentabler. Im Mai wurde das Theater geschlossen und Umbauarbeiten begonnen.

## 1929 bis 1943

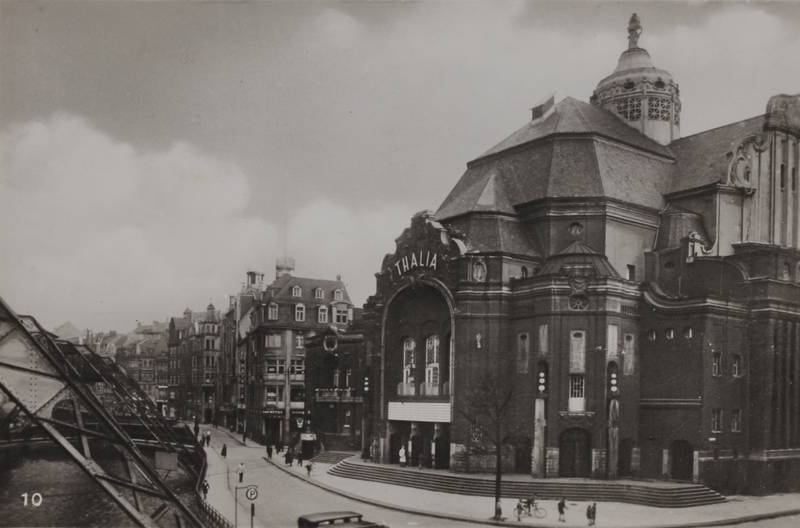
Ansicht des Theaters in den 1930er Jahren

Den Zuschlag für den Umbau und die Direktion des Thalia erhielt der Leiter der benachbarten „Bavaria-Bühne“, Robert Riemer. Er ließ das Gebäude im schlichteren Geschmack der Zeit renovieren und setzte auf ein Konzept aus Variété-Teil mit anschließender Filmaufführung, worin das Thalia durch seine hohe Platzzahl in der Stadt konkurrenzlos war. Eine große Kinoorgel wurde eingebaut, neue Dimmer-Technik brachte die Beleuchtung auf den neuesten Stand, Beleuchtungseffekte bekamen sogar eine eigene Rolle als Pausenfüller. Die Eröffnungsvorstellung am 30. August 1929 wurde ähnlich enthusiastisch aufgenommen wie die Einweihung des Hauses 1906. In der Zeit Riemers spielte das Theater täglich zwei-, an den Wochenenden dreimal – rund ein Prozent der Wuppertaler Bevölkerung fand täglich den Weg ins Thalia. Zu den Höhepunkten der Ära Riemer zählten spektakuläre Tierdressuren, ein Gastspiel der Schauspielerin Lil Dagover und des Clowns Charlie Rivel. Nach der Machtübernahme durch die Nationalsozialisten 1933 wurde der Jude Robert Riemer und sein internationales Programm bald attackiert, im Sommer 1933 wurde er gezwungen, sein Theater zu verkaufen. Riemer zog über Wien, Paris, die Schweiz und Portugal nach New York City, wo er in den vierziger Jahren einige Kinos betrieb. Sein ‚arischer‘ Nachfolger, der ehemalige Reichsverkehrsminister Wilhelm Koch übernahm mit zwei Kompagnons ein glänzend organisiertes Haus, Riemer selbst hatte noch den Vertrag mit dem Schweizer Clown Grock abgeschlossen, der im Dezember 1933 im Thalia gastierte. Koch ließ die eingefleischte Mannschaft Riemers das Haus weiterführen und den Erfolg trotz branchenfremder Einschränkungen durch die Kulturpolitik der Nationalsozialisten (beispielsweise eine Quotierung fremdländischer Künstler). Mit Beginn des Krieges nahmen die Zuschauerzahlen trotz des zunehmend ohne ausländische Filme und Gastspiele eingeschränkten Spielplans weiter zu. Beim Bombenangriff auf Elberfeld in der Nacht zum 25. Juni 1943 wurde das Theater getroffen und brannte aus; die 2.000 Menschen im Schutzbunker darunter überlebten.

## 1948 bis 1967
Im zerstörten Wuppertal stand der Wiederaufbau des riesigen Theatergebäudes zunächst nicht im Vordergrund. Der 1903 in Elberfeld geborene Hamburger Kaufmann Robert Bartholomay bot 1948 der Stadt die Finanzierung des Wiederaufbaus an. Unter der Verwendung der alten Nord- und Westfassade, die teilweise erhalten waren, wurde 1950 in nur sechs Monaten ein im Übrigen dem alten nachempfundenen, neuer Theaterbau errichtet. Architekt war Rudolf Klophaus. Der weiß gestrichenen Außenfassade verdankte der Bau bald den Namen „Weißes Haus am Islandufer“. Bartholomay wurde vertragsgemäß Direktor des Betriebs, der wieder über eine große Orgel mit 5.080 Pfeifen und über einen auf Bühnenniveau fahrbaren Orchestergraben verfügte. Am 29. September 1950 wurde das Thalia im bewährten Stil mit einer bunten Revue mit anschließender Filmvorführung eröffnet. Zu den berühmten Künstlern der Nachkriegszeit auf der Bühne des Thalia-Theaters gehörten Bruce Low, Josephine Baker, Heinz Erhardt, Vico Torriani, das Kölner Millowitsch-Theater und die Tiller-Girls. Auch die Kinovorführungen brachten Stars nach Wuppertal, unter anderem Winnie Markus und Hans Albers, die zu den Filmpremieren anreisten.
1953 verkaufte Bartholomay den Theater-Betrieb an die UFA. Die Orgel wurde an das Erzbistum Köln verkauft; dort wurde sie verkleinert in St. Engelbert (Köln) in Köln-Riehl installiert; einige Pfeifen fanden Verwendung im Kölner Dom und der Basilika St. Gereon (Köln). Allmählich wurden die Bühnenprogramme weniger und kürzer, der Schwerpunkt verlagerte sich mehr und mehr zum Kino. 1959 wurde der Variété-Betrieb endgültig eingestellt, Musiker und Tontechniker verließen das Haus. Die Zuschauerzahlen sanken zunehmend und machten den Betrieb unrentabel.
In dieser Zeit begann die Stadt Wuppertal mit Plänen, das Thalia für die städtischen Wuppertaler Bühnen, die nach der Zerstörung des Elberfelder Stadttheaters am Brausenwerth im Provisorium des Theaters an der Bergstraße untergebracht waren, zu nutzen. Der Theaterarchitekt Gerhard Graubner wurde mit der Planung des Umbaus in ein „intimes“ Stadttheater beauftragt, bestärkte jedoch in einem Gutachten die Befürworter eines Theaterneubaus. Die Stadtsparkasse Wuppertal interessierte sich für den Platz für die Erweiterung ihrer zu klein gewordenen Gebäude in der Nähe. Am 15. Februar entschied sich der Stadtrat für einen Schauspielhaus-Neubau, der noch mit Bartholomay bestehende Pachtvertrag wurde gegen eine Ablösung von 1.100.000 DM zum 31. März gekündigt, Gerhard Graubner mit dem Neubau des Schauspielhauses an der Kluse, seinem heutigen Standort, beauftragt. Gleichzeitig plante die Sparkasse den Neubau ihrer Zentrale auf dem Gelände. Der Abriss-Termin wurde jedoch noch über Jahre hinausgezögert, zunächst diente das Thalia noch für Kino-Vorführungen und Konzerte deutscher und internationaler Stars wie The Who, The Troggs, Paul Anka, Udo Jürgens und Rex Gildo. Am 2. August 1967 wurde mit dem Abriss begonnen, auf dem Gelände steht heute die Zentrale der Sparkasse Wuppertal mit ihrem markanten Turm.